# Aleksandr Gogun
Aleksandr Siergiejewicz Gogun (ros. Александр Сергеевич Гогун, ur. 1980) – rosyjski historyk, badacz II wojny światowej i sowieckiej historii ery stalinowskiej. Stypendysta Wydziału Historii Europy Wschodniej Uniwersytetu Humboldtów w Berlinie, wykładowca Uniwersytetu Poczdamskiego.

## Życiorys
W 2001 roku ukończył Rosyjski Państwowy Uniwersytet Pedagogiczny im. Aleksandra Hercena w Petersburgu.
W 2006 roku obronił pracę doktorską w Północno-Zachodniej Akademii Służby Cywilnej  na temat „Działalność zbrojnych formacji nacjonalistycznych na terenie zachodnich regionów ZSRR (1943-1949)”. 
Jego główne kierunki badań to zagadnienia takie jak: Ukraina w czasie II wojny światowej, propaganda nazistowska, polityka zagraniczna ZSRR w latach 1939-1945, wystąpienia powstańcze w czasie II wojny światowej i bezpośrednio po niej oraz działalność sowieckiej tajnej policji na okupowanych przez nazistów terytoriach sowieckich.

## Wybrane publikacje[1]
- Между Гитлером и Сталиным. Украинские повстанцы, Petersburg, 2004. (ros.)
- Черный PR Адольфа Гитлера: Документы и материалы, Wyd. Эксмо, Яуза, 2004. (ros.)
- "...Создавать невыносимые условия для врага и всех его пособников...". Красные партизаны Украины, 1941-1944: малоизученные страницы истории. Документы и материалы (red. Aleksandr Gogun i Anatolij Kentij), Wyd. Украинский издательский союз, 2006. (ros.)
- Сталинские коммандос. Украинские партизанские формирования, 1941–1944, 2008. (ros.)